# Лар (Хунсрюк)
Лар (нем. Lahr) — община в Германии, в земле Рейнланд-Пфальц.
Входит в состав района Кохем-Целль. Подчиняется управлению Трайс-Карден. Население составляет 170 человек (на 31 декабря 2010 года). Занимает площадь 3,60 км².